# Worshipful Company of Skinners

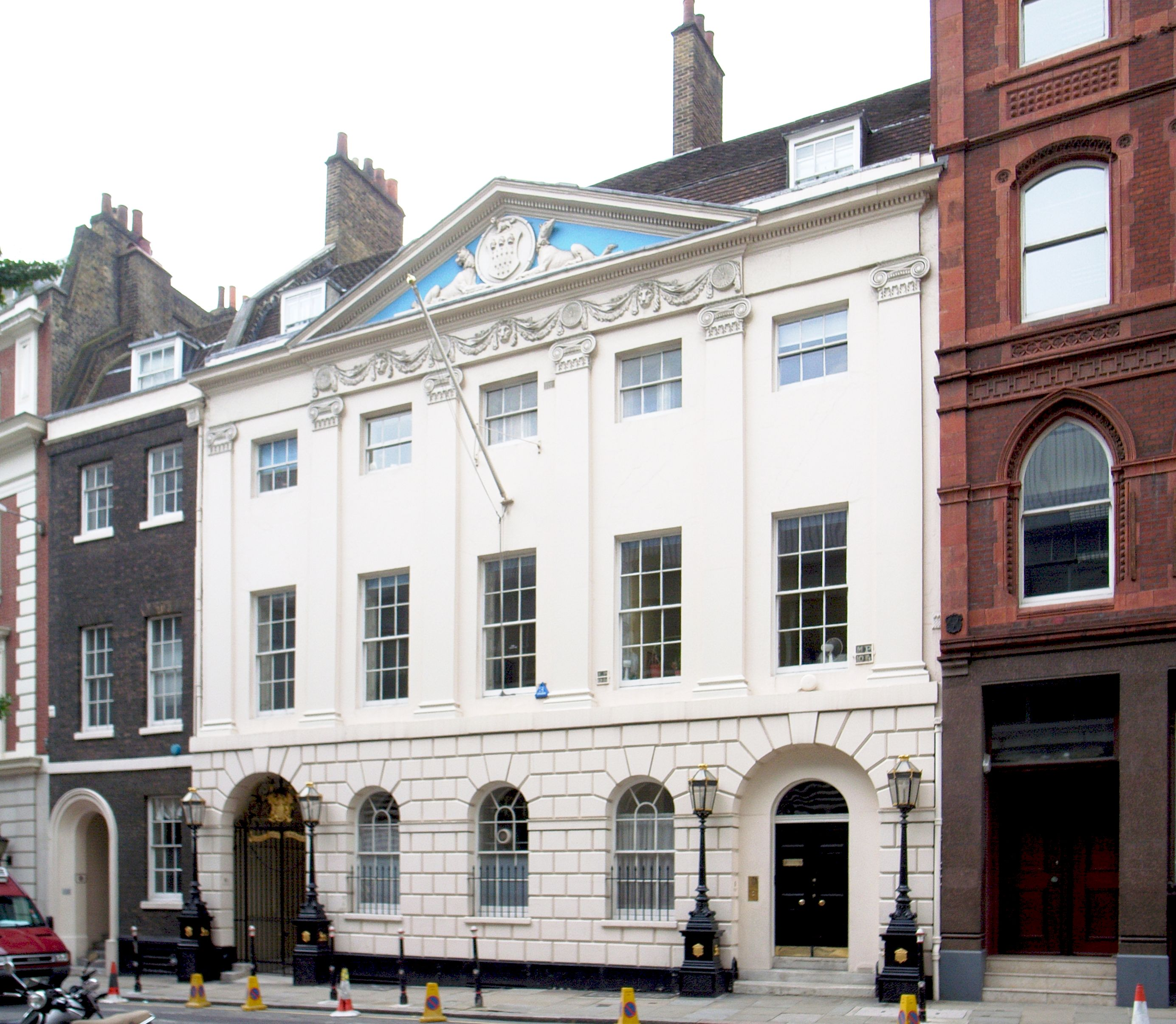
Skinners Hall (2010)

Die Worshipful Company of Skinners, die Ehrwürdige Gesellschaft der Skinner (bekannt auch als The Skinners’ Company) ist eine der Livery Companys. Bei den Livery Companys handelt es sich um Berufsverbände innerhalb der City of London. Nahezu alle tragen die Bezeichnung „Worshipful Company of …“ („ehrwürdige Zunft der …“), gefolgt von dem Namen ihrer jeweiligen Wirtschaftssparte oder ihres Handwerks. Die mittelalterlichen Livery Companies waren Gilden beziehungsweise Zünfte und damit verantwortlich für die Zunftregeln und deren Einhaltung. Der Name Livery Company leitet sich aus der traditionellen Kleidung, der Livree der Bediensteten einer Company, ab, die innerhalb der City of London das Recht hatten, die Marktplätze zu kontrollieren und Nichtmitgliedern die Ausübung ihres Gewerbes zu untersagen.
Bei der Worshipful Company of Skinners, der „Gilde oder Bruderschaft von Corpus Christi“, handelte es sich bei ihrer Gründung um einen Zusammenschluss von Kürschnern. Ihr Aufgabenbereich umfasste ursprünglich, wie auch in anderen Ländern, den gesamten Ablauf von der Fellgerbung über die Pelzherstellung bis zum Verkauf der fertigen Pelze. In London spezialisierten sie sich sehr früh in die Pelzzurichter („tawyers“) und die weiterverarbeitenden Kürschner („skinners“). Eine teilweise zusätzliche Trennung erfolgte bald in Fellhändler, Pelzgroßhändler und Pelzeinzelhändler. Sie alle waren in der Worshipful Company of Skinners vereint.
Im Jahr 1327 wurde der Company die Royal Charter verliehen. Das Motto der Vereinigung lautet bis heute: „To God Only Be All Glory - Nur Gott sei alle Ehre“. Sie ist seit vielen Jahren nicht mehr mit dem Handwerk verbunden. Heute verwaltet sie ihr gehörende Schulen, Armenhäuser und Wohltätigkeitsorganisationen, die hauptsächlich zur Bildung junger Menschen und zur Unterstützung bedürftiger älterer Menschen beitragen. Die Vereinigung selbst ist jedoch keine Wohltätigkeitsorganisation.

## Geschichte

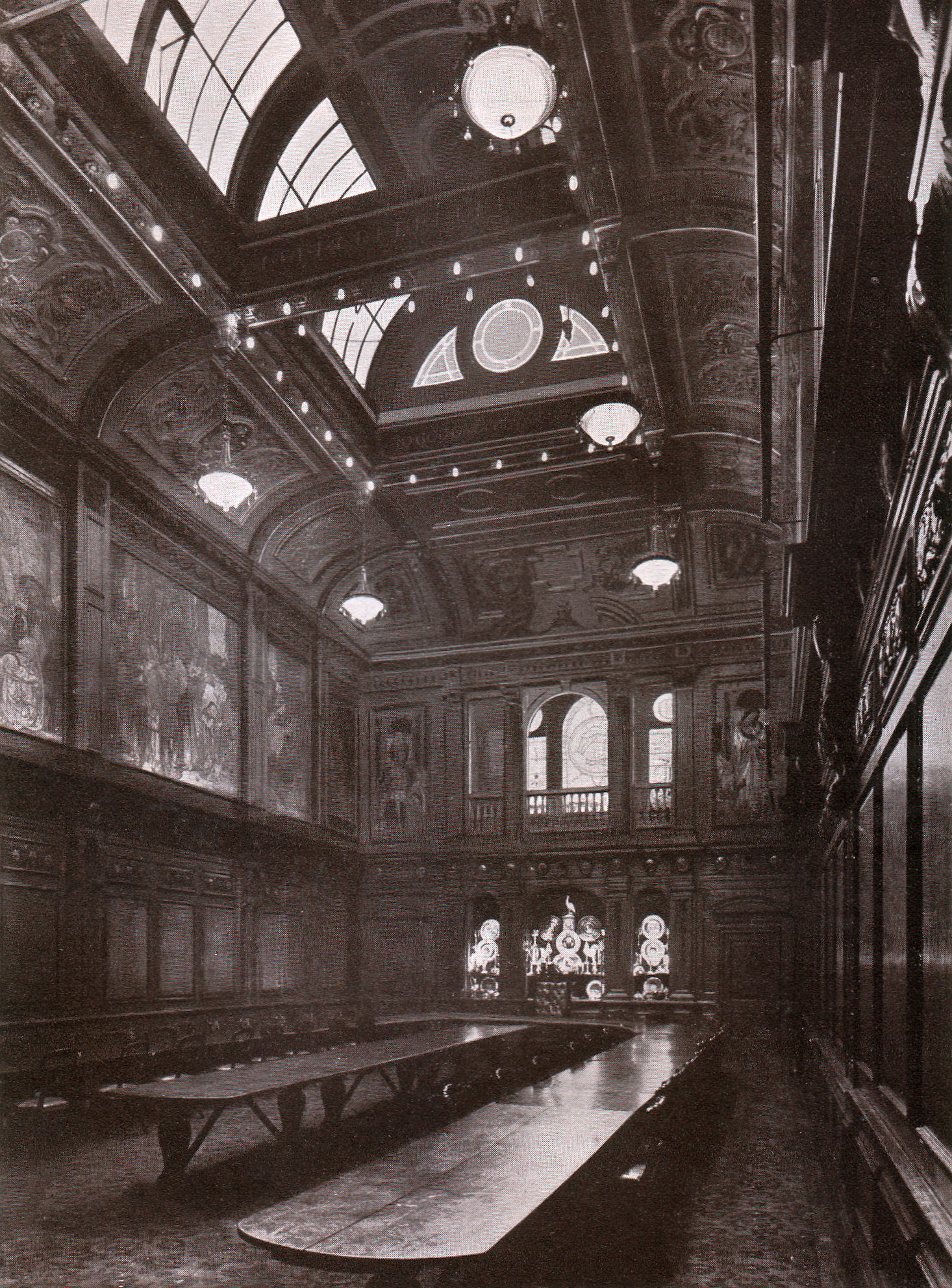
Skinners Hall
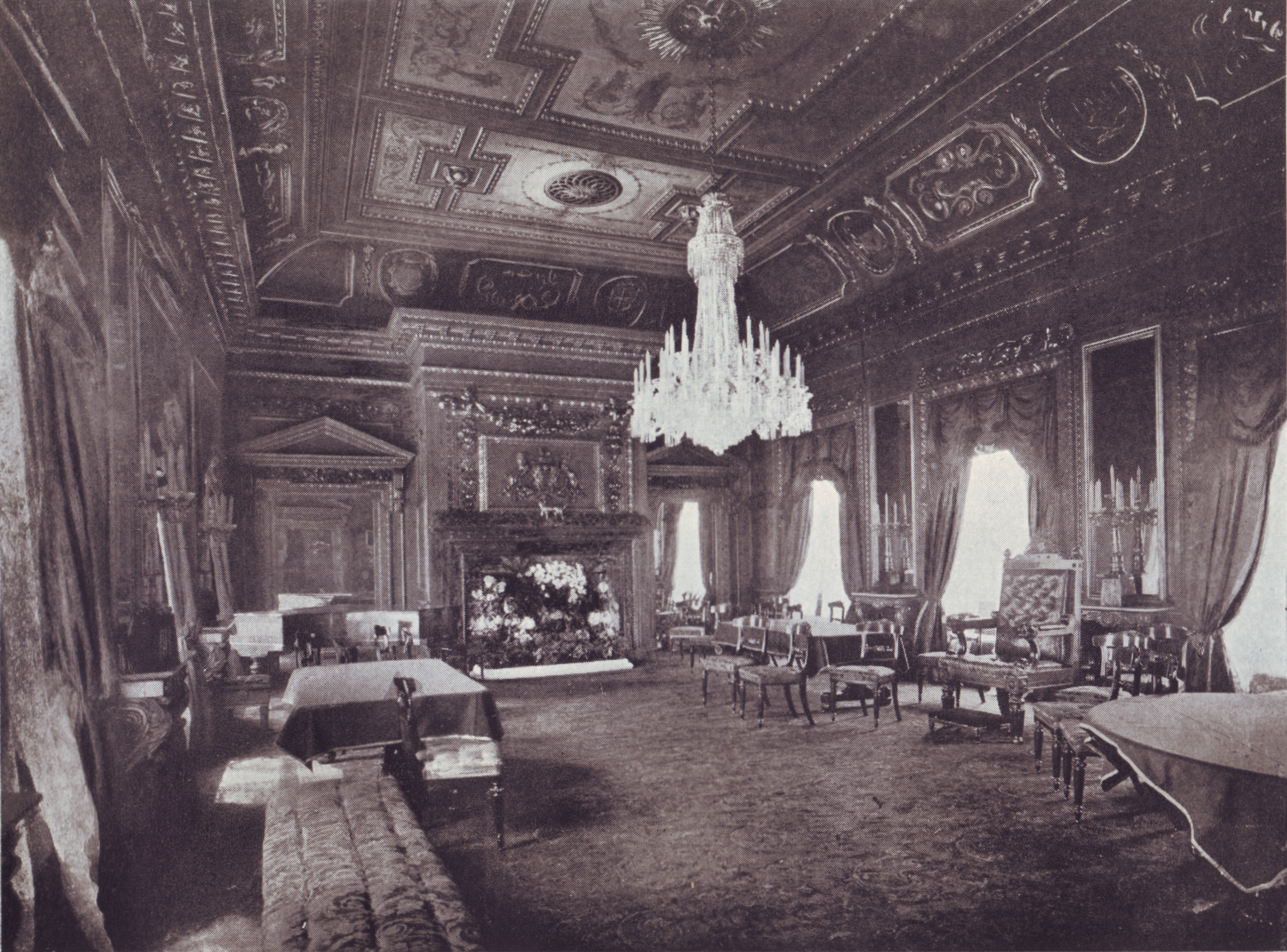
Das mit dem wohlduftenden Zedernholz des Virginischen Wacholders – an heißen Tagen kann man das Holz noch riechen –  getäfelte Gesellschaftszimmer des Gildehauses (ca. 1902)

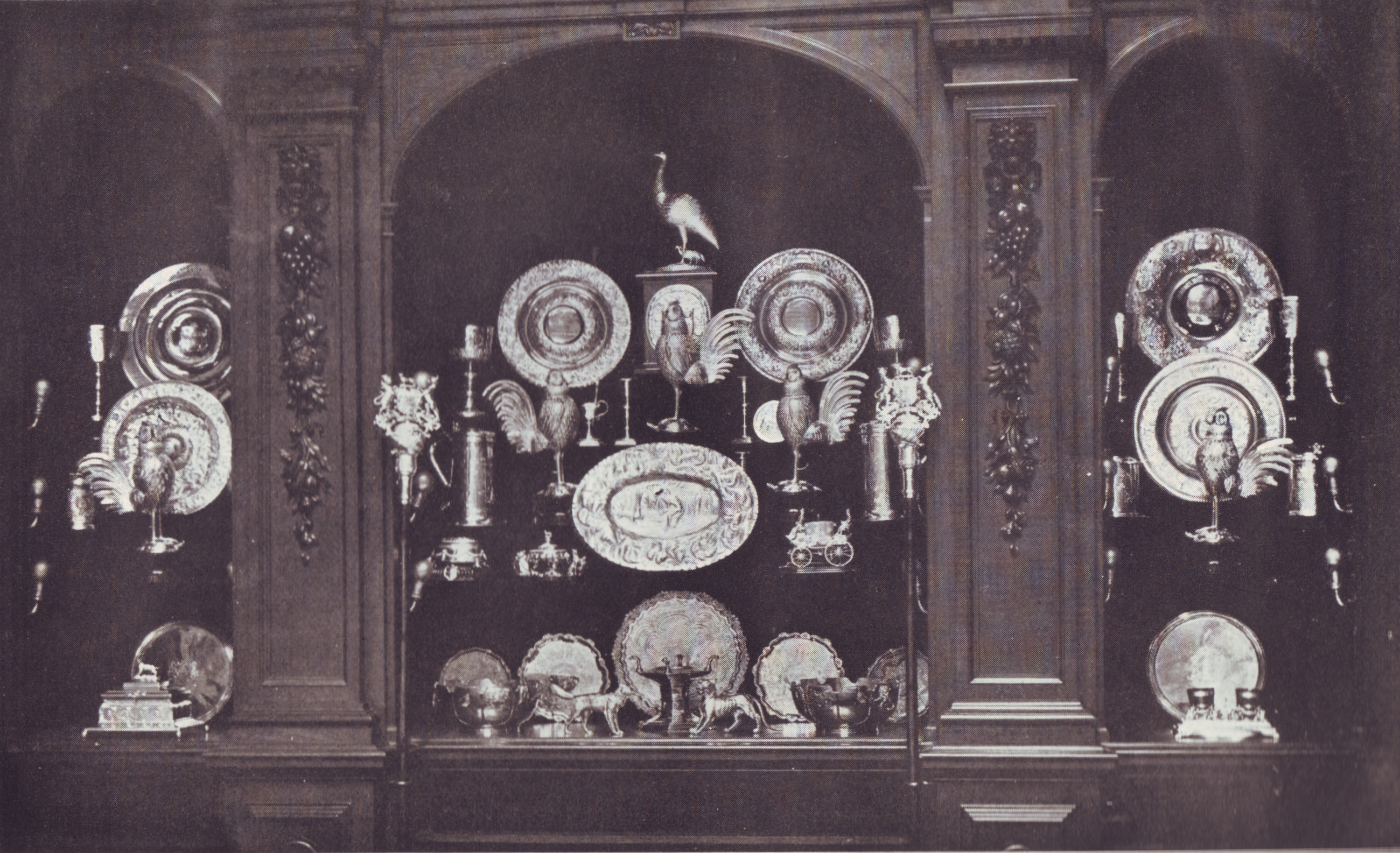
Ausgestelltes Silber der Company (1902)

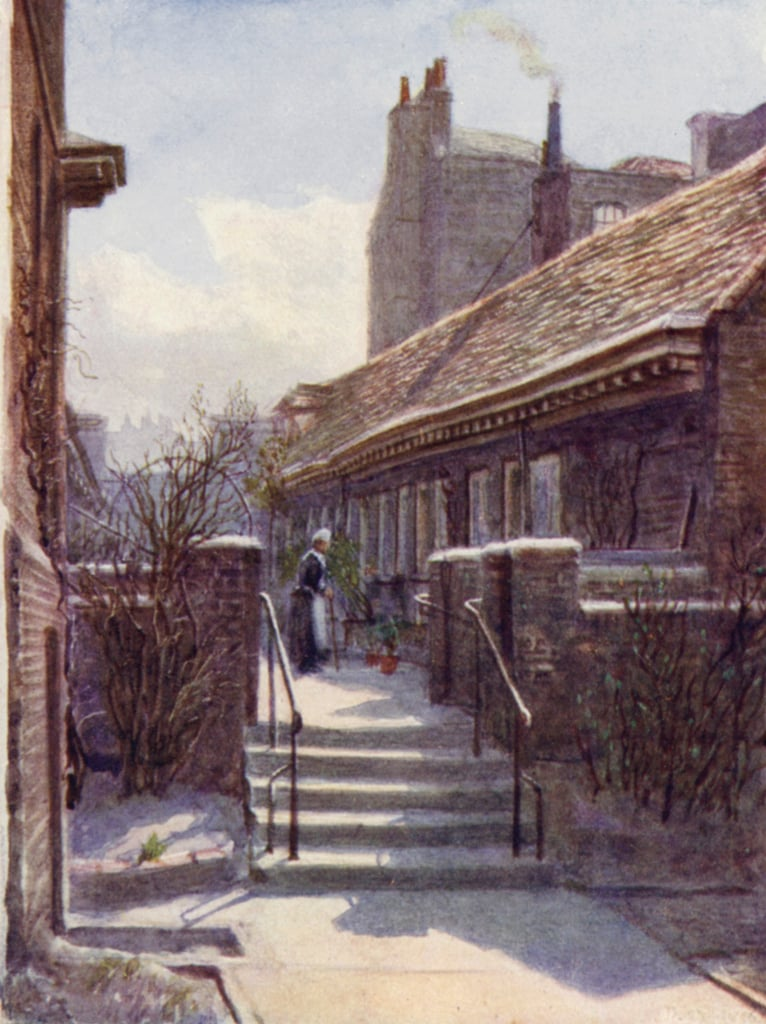
Armenhäuser der Skinners Company, Mile End (Philip Norman, 1892)

Im 15. und 16. Jahrhundert hatte sich im Zentrum Londons an der Themse der wichtigste Schwerpunkt des englischen Handels und seines Überseehandels gebildet, auch des Vertriebs und der Zubereitung von Häuten und Fellen. Die nur knapp 70 Meter lange, heutige Skinners Lane im ehemaligen Londoner Pelzhandelsviertel Garlick Hill war über Jahrhunderte Sitz der Worshipful Company of Skinners, ursprünglich der Zusammenschluss der Häute- und Pelzhändler.
Die ersten Skinner trafen sich noch in Tavernen und Kirchen, mit zunehmenden Wohlstand in angemieteten Räumen. Seit Ende des 13. Jahrhunderts nutzten sie das Gebäude mit Blick auf den Dowgate Hill mit dem ersten, noch „Copped Hall“ genannten Saal. Die spätere „Skinners Hall“ und die Personalbüros befinden immer noch auf dem Gelände, das der Company seit dem 14. Jahrhundert gehört. Der erste Saal wurde beim Großen Brand von 1666 zerstört. Die heutige, inzwischen denkmalgeschützte mittelalterliche Skinners Hall überstand die Bombenangriffe zweier Weltkriege und ist im Wesentlichen noch immer der Saal, wie er in den 1680er Jahren wieder aufgebaut wurde. Hier befindet sich, hinter fünf Geschäften, eine Haupthalle, die über einen Innenhof im Klosterstil erreicht wurde, der Platz für die Vorbereitung der regelmäßigen Prozessionen und Umzüge bot. Zum heutigen Saal gehört ein riesiger Bankettsaal, mit Gemälden von Frank Brangwyn vertäfelt, die zwischen 1901 und 1937 entstanden, Gerichtssäle, ein Dachgarten und eine Minnesänger-Galerie. Der äußere Saal ist bis zur Decke der darüber liegenden Galerie offen. Hier hängt ein Kronleuchter, der für Kaiserin Katharina die Große von Russland angefertigt wurde. Die große Glocke im Saal aus dem Jahr 1190 ist eine der ältesten Englands. Die Skinners Hall wird heute von Historikern, Künstlern und Architekten besucht und steht der Öffentlichkeit für private oder geschäftliche Veranstaltungen zur Verfügung.
Als die Kürschner 1327 den Schutzbrief Richards II. erhielten, wurde die Bruderschaft für Branchenfremde geöffnet. Die Company bestand aus der „Brotherhood“, also den Mitgliedern der „Bruderschaften“ die keine Skinner waren, und Mitgliedern „der Kunst“, der Kürschnerkunst, also aus jenen, die das Kürschnerhandwerk ausübten. Viele Londoner Bürgermeister und andere geschichtliche Persönlichkeiten waren seitdem Mitglieder der Gemeinschaft.
Allein die Mitgliedschaft in einer Company verschaffte einem Kaufmann die „Freedom of the City“, den besonders für Handelsbetriebe wichtigen Freihandel, da von London aus Handel treibende Kaufleute nicht direkt mit Männern aus der Provinz verhandeln konnten, es sei denn, sie waren „frei von der Stadt“. So war es für sie von Vorteil, sich einer Livery anzuschließen. Erst in der Mitte des 17. Jahrhunderts konnten es sich erfolgreiche Stadtkaufleute leisten, den traditionellen Weg in die Freiheit zu ignorieren. So war auch die Mitgliederzahl der Worshipful Company of Skinners gewachsen, deren Mitglieder zum großen Teil auch Außenhandel betrieben. Der typische, Handel betreibende Kürschner organisierte damals die Herstellung von Pelzen, verkaufte Felle und Pelze in London und belieferte die Stadt und die Provinzen als Großhändler für Felle ausländischer Herkunft. Anders als noch im späten 14. Jahrhundert erweiterten einige der Skinner im Jahrhundert darauf ihr Geschäft mit Pelzen auf andere Geschäftszweige, andere waren Großhändler, die sich der Gesellschaft nur deshalb anschlossen, um sich die Freedom of the City zu sichern.
Unter Androhung des Beschlagnahme war es in Zeiten des Mittelalters durch Kleiderordnungen verboten, Pelze zu tragen, außer von Mitgliedern der Liverys, der königlichen Familie, Prälaten, Grafen, Baronen, Rittern und Damen sowie denjenigen, die der Kirche im Laufe des Jahres mindestens 100 Livres von ihren Pfründen spenden könnten.
Nur noch wenige Kürschner arbeiteten allein für die örtliche Kundschaft, insbesondere für den königlichen Hof. Es scheint so, dass die meisten sich mit ihrem angesammelten Kapital überregional engagierten, auch wenn das häufig missglückte und sie der Wohltätigkeitsorganisation der Company anheim fielen. Neben der Regulierung und Überwachung des Handels in London und auf den Jahrmärkten gibt es in den Büchern Hinweise darauf, dass die Gilde auf eigene Rechnung Handel trieb, indem sie Felle kaufte und die armen Mitglieder mit der Bearbeitung beschäftigte. Pelze wurden seit der Mitte des 14. Jahrhunderts sehr teuer und als neue Textilien in Mode kamen, begann der Pelzhandel zu sinken. Hundert Jahre später waren nur wenige der bekanntesten Skinner im Pelzhandel tätig, die meisten waren jetzt Gemischtwarenhändler. Viele der prominenten Skinners hinterließen der Gesellschaft wohltätige Vermächtnisse, darunter Ländereien, die diese verwaltete und die Einnahmen für wohltätige Zwecke verwendete.
Die Merchant Taylors (Schneider) und die Skinners haben sich seit ihrer Gründung um die Platzierung, sechster oder siebenter Platz der Livery Companys, gestritten, ohne dass Einigung erzielt werden konnte. Gemäß einer Anordnung des Oberbürgermeisters der City of London vom 10. April 1484 (bekannt als Billesdon Award) belegt die Company in der Verordnung den sechsten oder siebten Platz (was sie zu einer der „Great Twelve City Livery Companys“ macht). Beide Companys hatten ihre ersten königlichen Urkunden im Jahr 1327 erhalten. Der Streit eskalierte 1484 in tödliche Gewalt, während der Flussprozession des Oberbürgermeisters, ein Anlass, den die beiden Gilden als ihr eigenes privates Bootsrennen betrachteten. Nachdem einige der Beteiligten bestraft worden waren, vermittelte der damalige Oberbürgermeister, der Schneiderei-Zutatenhändler Sir Robert Billesdon zwischen den beiden Companys und legte 1516 fest, dass beide immer zu Ostern zwischen dem 6. und 7. Rang wechseln. Der Meister und die Wächter jeder Company sollten jedes Jahr zum Abendessen in die Halle des anderen Companys eingeladen werden. Laut einer Notiz standen die Worshipful Company of Skinners im Jahr 1928 an sechster Stelle, mit einem Einkommen von jährlich 66.700 Pfund.
Im 14. Jahrhundert begannen die Londoner Kürschner den englischen Handel mit Luxuspelzen zu dominieren. Allgemein waren zu der Zeit bei öffentlichen Anlässen schon prächtige Zurschaustellungen wichtig, im 16. Jahrhundert gelangten sie zu noch größerer Bedeutung. Die Companys konkurrierten im Einfallsreichtum ihrer Umzüge, der Pracht ihrer Säle und Gerichte und der Extravaganz ihrer Feste. Die Skinners waren zu diesem Zeitpunkt von den Companys mit einer größeren Mitgliederzahl sehr reicher Kaufleute jedoch weit überflügelt worden. Während im Jahr 1360 die Skinner für ein Darlehen an den König mit dem gleichen Betrag wie die Seiden- und Textilhändler („mercers and drapers“) veranschlagt wurden, wurde 1488 erwartet, dass sie nur 150 £ für ein ähnliches Darlehen aufbringen würden, verglichen mit den 740 £, die von den Mercers und Drapers erwartet wurden und den 455 £ von den Lebensmittelhändlern. Trotz ihres geminderten Ansehens spielten die Skinner weiterhin eine vollwertige und aktive Rolle im Stadtleben.
Viel Geld wurde für die Fronleichnamsprozession ausgegeben, bis sie zu Beginn der Herrschaft Eduards VI. ausgesetzt wurde. Der von der Company als Beitrag zur Lord Mayor's Show veranstaltete Festzug, in dem sie traditionell einen Wald voller wilder Tiere zeigten, wurde von einem Luchs angeführt und von wilden Männern mit Keulen, die tanzten und sangen und Knallfrösche [squibs] warfen. Als dann die Skinner selbst in das höchste Amt der Stadt gewählt wurden, hätte sich die Gesellschaft vor lauter Ehrerweisung beinahe ruiniert. Im Jahr 1518 mieteten sie die Barke von Kardinal Wolsey, damit der Oberbürgermeister Thomas Murfyn († 1523) in angemessenem Glanz nach Westminster fahren konnte und sie ihn großzügig in Skinner's Hall bewirten konnten. Die finanziellen Belastungen, als Mitglieder der Skinners sowohl 1595 als auch 1597 in das Bürgermeisteramt gewählt wurden, trugen sicher dazu bei, die ärmeren Mitglieder in einer sehr kritischen Zeit der sich ankündigenden Industrialisierung zu entfremden. Viele kleine Meisterbetriebe hatten ihre Selbständigkeit verloren und wurden Lohnarbeiter, für die Krankheit, eine schlechte Ernte, die Ausfuhrsperre nach Europa oder steigende Preise gleich katastrophal waren.
Die Aufseher der Bruderschaft kümmerten sich um eine reelle Geschäftsabwicklung unter den Mitgliedern. Im Jahr 1562 veranlassten die „Warden“, die bestellten Aufseher der Company, mit Zustimmung des Schöffengerichts, dass 935 „naughty and evil furs“ (etwa „böse und üble Pelze“) in einem großen Lagerfeuer im Londoner Bezirk Smithfield verbrannt wurden, obwohl 1593 beschlossen worden war, dass beschlagnahmte Pelze den Krankenhäusern und Gefängnissen zugutekommen sollten. Seit Ende des 16. Jahrhunderts nahmen die Streitigkeiten zwischen den Pelzzurichtern und den Kürschnern beständig zu, letztere warfen dem Tawyers Unredlichkeiten und schlampiges Arbeiten vor. Die Zurichter dagegen beklagten sich, dass sie von den gezahlten niedrigen Entlohnungen ihre Familien nicht ernähren könnten. So wurde ein paritätisch besetzter Ausschuss eingerichtet, der die Preise für das Zurichten der Felle festlegen sollte. Heute nicht mehr ganz klar ist die Beziehung zwischen den produzierenden Kürschnern und denen, welche die fertigen Pelze verkauften, die Übergänge waren sicher fließend. Es gab wohl Kürschner, die eigene Ware führten und gleichzeitig Aufträge von nur handelnden Pelzeinzelhändlern annahmen, als auch bedeutende Händler mit eigener Werkstatt, die rohe Felle kauften und diese den Zurichtern zum Gerben in Auftrag gaben. Andere hatten sich möglicherweise auf den Handel mit rohen oder zugerichteten Fellen spezialisiert; später, im 19. bis 21. Jahrhundert, ist London einer der drei weltweit wichtigsten Großhandelsmärkte in diesem damals rasant expandierten Geschäftszweig. Im Jahr 1907 waren die immer noch Handel treibenden Kürschner mit einem sehr engagierten Versuch gescheitert, eine zufriedenstellendere als die bisherige Organisationsform zu etablieren.
In den revolutionären Tagen des 17. Jahrhunderts war das Eigentum der Skinners Company wie auch anderer Körperschaften gefährdet. Ein Statut von Wilhelm III. (1650–1702) und Maria II. (1692–1694) bestätigte oder stellte ihr gesamtes Eigentum und ihre Privilegien in vollem Umfang wieder her, einschließlich der Lizenz zum Besitz ihrer oder noch zu erwerbenden Grundstücke.
Der Maler, Bildhauer und Porträtzeichner Eric Kennington wurde im Jahr 1946 offizieller Porträtzeichner der Worshipful Company of Skinners, für die er neun Pastellportraits anfertigte die in der Royal Academy of Arts ausgestellt wurden.
Die noch bestehende, heute nicht mehr berufsständische Vereinigung ist seit dem 19. Jahrhundert mit Zuwendungen über Beiräte eng verbunden, 2023 mit den Schulen „Tonbridge School“, „Sir Andrew Judd's Commercial School“ in Tonbridge und Skinners Company’s Middle School for Boys in Hackney (seit 2010) sowie Turnbridge Wells (seit 2009). Die Skinners Company setzt sich traditionell für die Linderung von Armut und Benachteiligung ein. Die Company stellt hochwertige Sozialwohnungen und Häuser für ältere Bürger zur Verfügung und sie gewährt Zuschüsse für Menschen in Not. Beispielsweise errichtete sie Percy Bilton Court in Hounslow, West-London, eine Wohnanlage für betreutes Wohnen mit 38 eigenständigen Ein-Zimmer-Wohnungen.
Um 2014 hatte die Company, einschließlich der „Livery“ und der „Freedom“, etwa 1000 Mitglieder. Das Kontrollorgan der Gesellschaft ist der „Court“ aus 36 hochrangigen Mitgliedern, den Vorsitz des Gerichts führt der „Meister“. Verschiedene Bereiche der Companyführung werden vom Court an Ausschüsse delegiert, deren Mitglieder über besondere Erfahrung in der jeweiligen Tätigkeit verfügen. Die laufende Verwaltung der Company wird von einem Sachbearbeiter und dem Stammpersonal wahrgenommen.

## Literatur

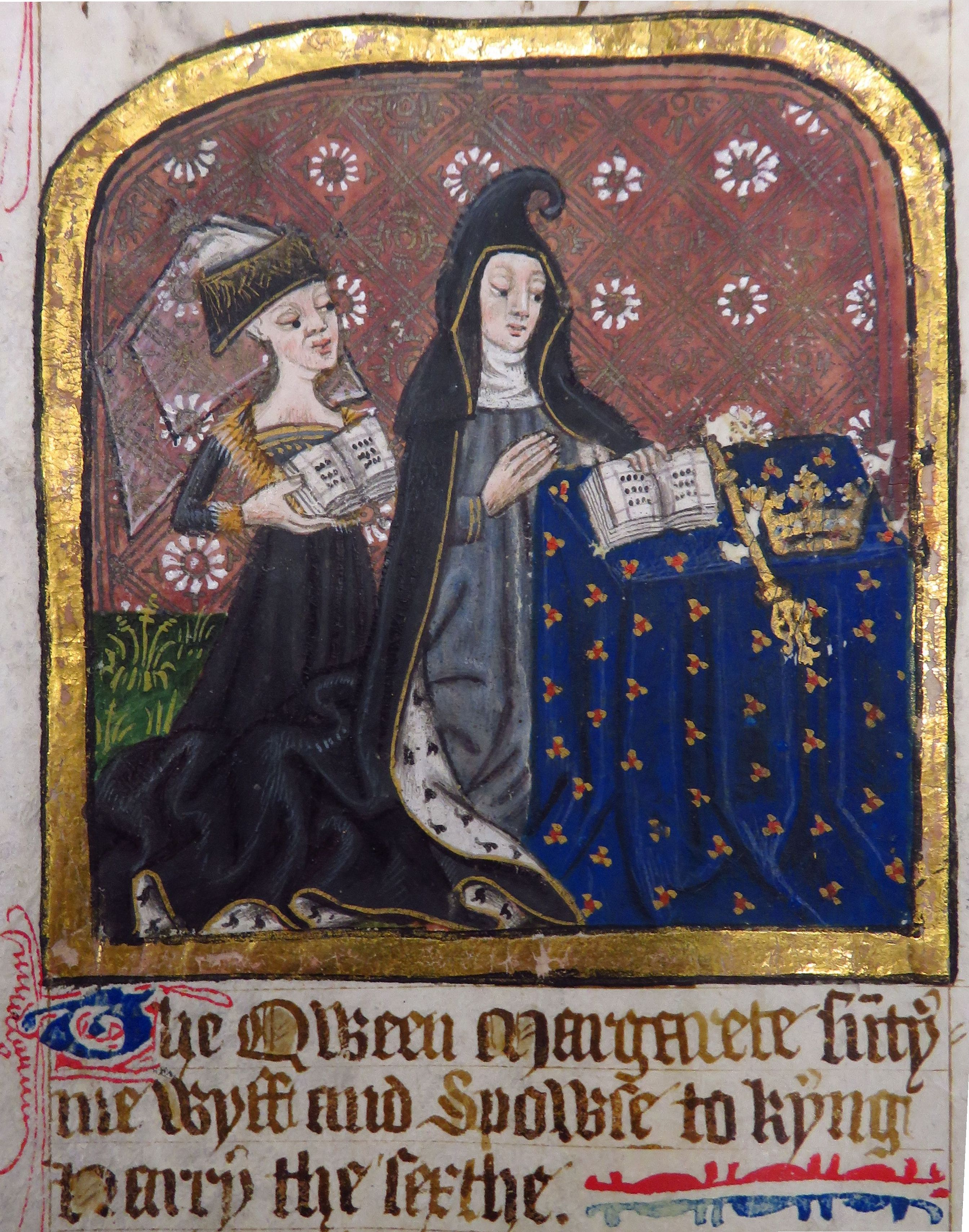
Königin Margarete von Anjou. Illumination aus „The Books of the Skinners Company. A. D. 1422“